# Карпов, Яков Иванович
Яков Иванович Карпов (1753—1812) — генерал-майор флота, участник Отечественной войны 1812 года.

## Биография
Родился в 1753 году, происходил из дворян Тверской губернии.
В 1762 году поступил в Морской кадетский корпус, 1 мая 1766 года произведён в мичманы и плавал по Финскому заливу на придворной яхте «Парадиз».
В 1769 году Карпов получил назначение на линейный корабль «Европа» и плавал в Средиземном море. В 1770 году, состоя в эскадре адмирала Г. А. Спиридова принимал участие в Чесменском бою, за отличие был произведён в лейтенанты; вслед затем он находился в сражениях при Негропонто и Метелино.
По возвращении в 1775 году в Россию Карпов получил в командование бомбардирский корабль «Юпитер», на котором плавал в Балтийском море. В 1777—1778 году состоял при Новохопёрской верфи. В 1778 году произведён в капитан-лейтенанты. С 1782 года находился в отставке.
По возвращении на службу в 1785 году Карпов был назначен советником комиссариатской комиссии, а в 1786 году переведён в Каспийскую флотилию, где неоднократно принимал участие в перестрелках с горцами у берегов Кавказа, при высадке десанта в устье реки Терек был ранен. В 1788 году получил чин капитана 2-го ранга.
Произведённый 1 января 1795 года в капитаны 1-го ранга Карпов вернулся на Балтику и был советником Счётной экспедиции. В 1798 году он находился в составе эскадры адмирала М. К. Макарова, посланной к берегам Голландии против французов, в бою у мыса Гельдер командовал десантным отрядом. Затем он был в сражении у города Алкмаар, при атаке батарей на острове Тексел получил ранение.
В августе 1799 года Карпов на фрегате «Северный Орел» перешёл в Средиземное море и доставил командованию русских войск в Италии секретные бумаги. В Россию он вернулся с эскадрой адмирала Ф. Ф. Ушакова.
23 ноября 1799 года Лавров был произведён в генерал-майоры флота и назначен состоять при Санкт-Петербургском адмиралтействе. В 1803 году в связи с болезнью вышел в отставку.
При начале военных действий против французов в Восточной Пруссии Лавров участвовал в формировании Санкт-Петербургской земской милиции.
В 1812 году, после объявления манифеста о созыве внутреннего ополчения Лавров вошёл в состав ополчения Санкт-Петербургской губернии и был избран командиром 8-й дружины.
В Отечественную войну он принимал участие в сражениях под Полоцком, Лепелем и Чашниками, за отличие был награждён орденом св. Владимира 3-й степени и золотой шпагой с надписью «За храбрость» и алмазными украшениями.
Скончался в Вилькомире 11 ноября 1812 года от болезни, вызванной старыми ранами.
Среди прочих наград Карпов имел ордена св. Анны 2-й степени с алмазными знаками, св. Иоанна Иерусалимского и св. Георгия 4-й степени, последний орден был пожалован ему 15 декабря 1802 года за беспорочную выслугу (№ 1495 по кавалерскому списку Григоровича — Степанова).